# Baldassare Galuppi

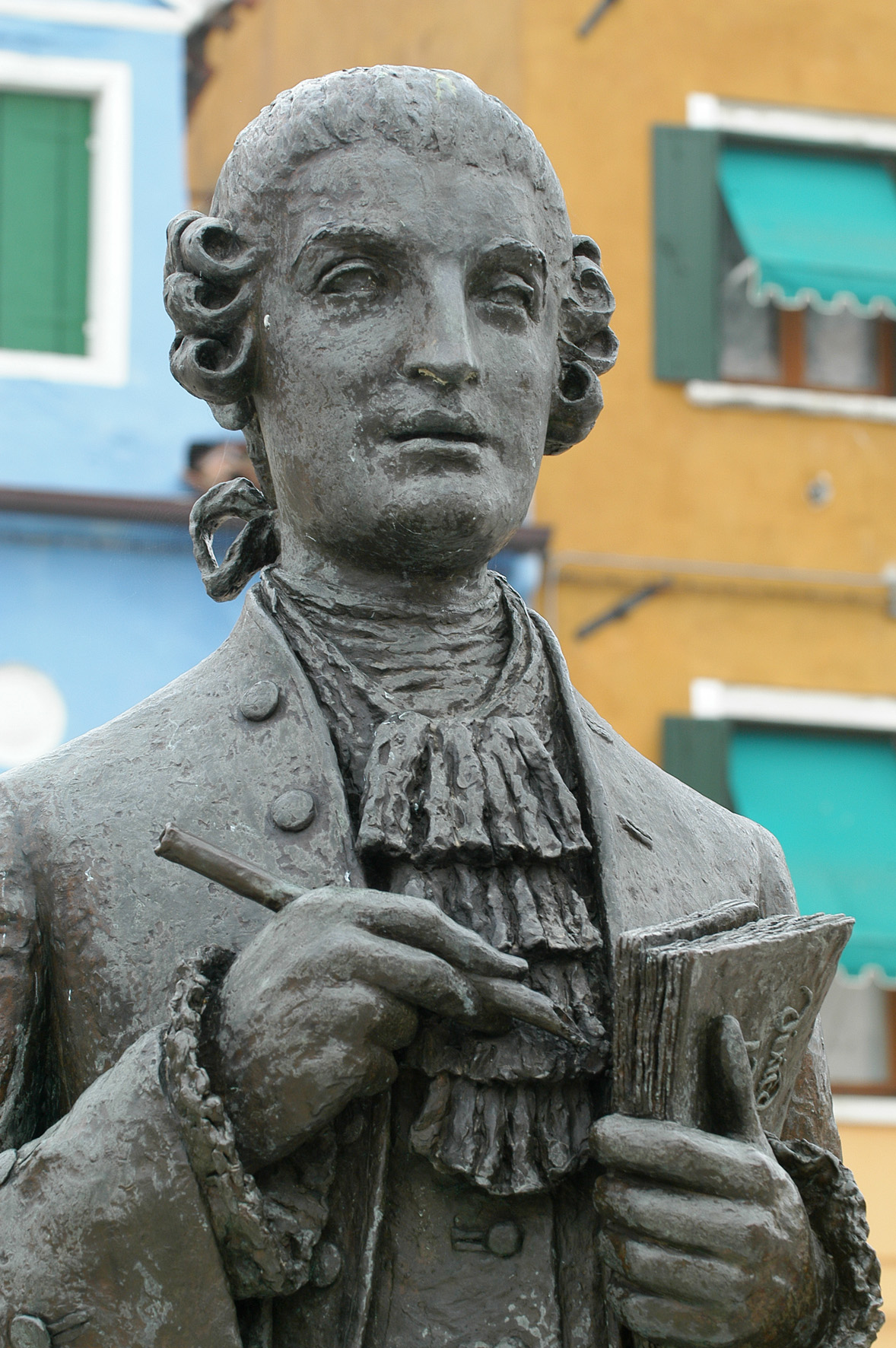
Staty över Baldassare Galuppi.

Baldassare Galuppi, född 18 oktober 1706 på ön Burano, död 3 januari 1785 i Venedig, var en italiensk tonsättare.
Han var elev till Antonio Lotti och blev 1748 vice kapellmästare, 1762 förste kapellmästare vid Markuskyrkan samt konservatoriedirektör. Han gästade London 1741 och Sankt Petersburg. Galuppi komponerade omkring 100 operor, bland vilka framför allt de komiska på sin tid var mycket omtyckta. Charles Burney berömmer hans eld och uppfinningsrikedom samt det nya spirituella och subtila i hans musik. Galuppi skrev även kyrkomusik och tolv pianosonater. Pianosonaterna är vanligen tresatsiga (ett inledande Lento och två avslutande Allegri) och uppvisar inte sällan djärva modulationer som verkar föregripa romantiken. De långsamma satserna utgörs ofta melodiska cantabilen inspirerade av operans sångbara teman.

## Verk

### Instrumental musik
- 6 sonater för cembalo, Op.1 (London 1756)
- 6 sonater för cembalo, Op.2 (London 1759)
- Ouvertyr för cembalo
- 3 sonater för klaver
- 11 satser för cembalo
- Cirka 125 sonater, toccator, divertimenti och lektioner för cembalo
- Sinfonia a 4
- Sinfonie e overture varie
- 8 konserter för cembalo och stråkar
- Konsert för flöjt och cembalo
- Flöjtkonsert
- 7 konserter för två violiner, viola och cembalo
- 6 trios för två violiner och basso continuo
- Trio för flöjt, oboe och basso continuo
- Ytterligare ett antal konserter och trios

### Operor
- La fede nell'incostanza, ossia gli amici rivali (1722)
- Dorinda (1729)
- Odio Placato (1730)
- Argenide (1733)
- L'ambizione depressa (1735)
- Elisa regina di Tiro (1736)
- La ninfa di Apollo (1736)
- Tamiri (1736)
- Ergilda (1736)
- Alvilda (1737)
- Gustavo I, re di Svezia (1740)
- Aronte, re de' sciiti (1740)
- Berenice (1741)
- Madama Ciana (1744)
- L'ambizione delusa (1744)
- La libertà nociva (1744)
- Forze d'amore (1745)
- Scipione nelle Spagne (1746)
- L'Olimpiade (1747)
- Arminio (1747)
- Arcadia in brenta (1749)
- Il Page della cuccagna (1750)
- Arcifanfano, re dei matti (1750)
- Alcimena, principessa dell'isole fortunate (1750)
- Il mondo della Luna (1750)
- La mascherata (1751)
- Artaserse (1751)
- Ermelinda (1752)
- Il mondo alla roversa (1752)
- Il conte Caramella (1752)
- Le virtuose ridicole (1752)
- Calamità de' cuori (1752)
- I bagni d' Abano (1753)
- Il filosofo di campagna (1754)
- Antigona (1754)
- Il povero superbo (1754)
- Alessandro nell'Indie (1755)
- La diavolessa (1755)
- Nozze di Paride (1756)
- Le nozze (1756)
- Sesostri (1757)
- La partenza e il ritorno de' marinari (1757)
- Adriano in Siria (1760)
- L'amante di tutte (1761)
- I tre amanti ridicoli (1761)
- Ipermestra (1761)
- Antigono (1762)
- Il marchese villano (1762)
- Viriate (1762)
- L'uomo femina (1762)
- Il puntiglio amoroso (1763)
- Il re alla caccia (1763)
- Cajo Mario (1764)
- La donna di governo (1764)
- La partenza e il ritorno de' marinari (Venedig, 1764
- La cameriera spiritosa (Milano, 1766)
- Ifigenia in Tauride (Sankt Petersburg, 1768)
- Il villano geloso (Venedig, 1769)
- L'amor lunatico (Venedig, 1770)
- L'inimico delle donne (Venedig, 1771)
- Gl'intrighi amorosi (Florens, 1771)
- Montezuma (Sankt Petersburg, 1772)

### Oratorier
- Sancta Maria Magdalena (Venedig, 1740)
- Prudens Abigail (Venedig, 1742)
- S. Maurizio e compagni martiri (Bologna, 1743 och Genua, 1737)
- Isaac (Venedig, 1745)
- Judith (Venedig, 1745)
- Adamo (o anche La Caduta di Adamo) (Rom, 1747)
- Jahel (Venedig, 1747)
- Devoti affectus erga lignum Sanctae Crucis et Iesu Christi Sepulcrum (Venedig, 1748)
- Devoti sacri concentus (Venedig, 1748)
- L'Jephta ossia Il trionfo della religione (o anche Il Sacrificio di Jephta) (Florens, 1749)
- Aqua et rupe Horeb (Venedig, 1750)
- Gerusalemme convertita (Rom, 1752)
- Sacrificium Abraham (Venedig, 1764)
- Maria Magdalena (Venedig, 1765)
- Triumphus divini amoris (Venedig, 1765)
- Tres Mariae ad sepulcrum Christi resurgentis (Venedig, 1769)
- Canticorum sponsa (Venedig, 1770)
- Parabola coenae (Venedig, 1770)
- Nuptiae Rachelis (Venedig, 1770 och 1771)
- Dialogus sacer (Venedig, 1771)
- Adam (Venedig, 1771)
- Debbora prophetessa (Venedig, 1772)
- Daniel in lacu leonum (Venedig, 1773)
- Tres pueri hebraei in captivitate Babylonis (Venedig, 1774)
- Exitus Israelis de Aegypto (Venedig, 1775)
- Mundi salus (Venedig, 1776)
- Moyses de Synai revertens (Venedig, 1776)
- Il ritorno di Tobia (Venedig, 1782)

### Kantater
- Li amori sfortunati di Ormindo (Venedig, 1738)
- La vittoria d'Imeneo (Turin, 1750)
- I presagi (Venedig, 1755)
- Le nozze di Paride (Venedig, 1756)
- L'oracolo del Vaticano  (Venedig, 1758)
- La virtù liberata (Sankt Petersburg, 1765)
- L'arrivo di Enea nel Lazio (Florens, 1765)
- Flora, Apollo, Medoaco (1769)
- Venere al tempio (Venedig, 1775)
- La Pace tra la Virtù e la Bellezza (Sankt Petersburg, 1776)
- L'Anfione (Venedig, 1780)

### Kyrkliga verk
- 35 motetter
- 3 magnifikat
- Requiem
- Te Deum
- Confitebor
- Confitebor tibi Domine
- Domine ad adiuvandum
- Kompositioner för fyra röster till den ryska ortodoxa kyrkan